# ريام كفارنة
ريام هشام كفارنة ، (17 أيلول 1995) ممثلة سورية.

## حياتها
ولدت الممثلة ريام هشام كفارنة في دمشق العاصمة السورية في تاريخ 17 سبتمبر من عام 1995 بينما تعود أصول أسرتها الي مدينة درعا ، وهي إبنة المخرج المسرحي والممثل السوري هشام كفارنة واخت الإعلامية السورية ألما كفارنة ، وكانت بداية مسيرتها الفنية منذ طفولتها هي المشاركة في العروض المسرحية التي أُقيمت على مسرح المدرسة، ثمّ انضمت بعد ذلك إلى فرقة مسرح أطفال، وشاركت في عروض مع الممثل الراحل نضال سيجري ، وكانت تحرص منذ طفولتها على حضور ورشات إعداد الممثل ، وبعد حصولها على شهادة الثانوية العامة التحقت عام 2012م بالمعهد العالي للفنون المسرحية وأكملت دراستها فيه وتخرجت عام 2016م، وفي أثناء دراستها في المعهد بدأت مشوارها الفني فقد شاركت في عدد من الأفلام السينمائية القصيرة والمسرحيات ، بالإضافة إلى مشاركتها في إحدى سباعيات مسلسل عابرو الضباب عام 2016م ، وهي تعتبر أبرز الوجوه الشابة الأكاديمية في الدراما السورية، وتمكنت خلال أشهر قليلة من تنصيب نفسها كإحدى أبرز الأسماء القادمة، انطلاقتها المميزة جعلت العروض تنهال عليها حتى أثناء سنوات دراستها في المعهد العالي.

## أعمالها
(2017) طوق البنات ج4
(2017) حكم الهوى
(2018) وحدن
(2019) هوا أصفر
(2019) عطر الشام ج4
(2019) شوارع الشام العتيقة
(2019) سلاسل ذهب
(2019) باب الحارة ج10
(2019) حرملك
(2019) أثر الفراشة
(2020) سوق الحرير
(2020) شارع شيكاغو
(2021) سوق الحرير ج2
(2022) مع وقف التنفيذ
(2022) على قيد الحب
(2022) دار الحياة
(2023) الثمن
(2024) مغتربون
(2024) كسر عضم 2: السراديب
(2024) صلة رحم
(2025) آسر